# (4803) Birkle
(4803) Birkle es un asteroide perteneciente al cinturón de asteroides, descubierto el 1 de diciembre de 1989 por Johann Martin Baur desde el Observatorio de Chions, Chions (Pordedone), Italia.

## Designación y nombre
Designado provisionalmente como 1989 XA. Fue nombrado Birkle en honor a Kurt Birkle, que desde el año 1974 fue director del Observatorio de Calar Alto, gestionado en estrecha cooperación con el Instituto para la Astronomía- Max-Planck de Heidelberg.

## Características orbitales
Birkle está situado a una distancia media del Sol de 2,902 ua, pudiendo alejarse hasta 3,008 ua y acercarse hasta 2,797 ua. Su excentricidad es 0,036 y la inclinación orbital 2,919 grados. Emplea 1806 días en completar una órbita alrededor del Sol.

## Características físicas
La magnitud absoluta de Birkle es 12,4. Tiene 10,062 km de diámetro y su albedo se estima en 0,23.